# Nerlandsøya
Nerlandsøya, es una isla ubicada en el municipio de Herøy, en la región de Møre og Romsdal, en Noruega. La isla está unida mediante un puente con la isla de Bergsøy, y ubicada muy cerca de la isla de Flåvær. La isla tiene una superficie de 14.6 kilómetros. El punto más alto de la isla es el Storevarden de 450 metros.
- Datos: Q458886
- Multimedia: Nerlandsøya / Q458886